# The Evaporators
The Evaporators é uma banda canadense formada em 1986 na cidade de Vancouver.

## Discografia

### Álbuns de estúdio
- 1996: United Empire Loyalists
- 1998: I Gotta Rash'
- 2004: Ripple Rock
- 2007: Gassy Jack & Other Tales

### Singles
- 1993: "I'm Going to France"
- 2002: "Honk the Horn"